# キンダーツォー
キンダーツォー (Kinderzoo) は、スイスのラッパースウィルにある動物園。キンダーとは、ドイツ語で子供という意味で、子供でも楽しめる動物園になっている。

## 体験
- ゾウ乗り
- ラクダ乗り
- 馬車
- 乗馬
- ゾウのエサやり
- 動物のエサやり

## ショー
- アシカショー
- ゾウの風呂